# 2018 en sport hippique
| Années du sport hippique : 2015 - 2016 - 2017 - 2018 - 2019 - 2020 - 2021    |
| Décennies du sport hippique : 1980 - 1990 - 2000 - 2010 - 2020 - 2030 - 2040 |

Cet article résume les faits marquants de l'année 2018 dans le monde du sport hippique.

## Courses de plat

### Ratings
Les plus hauts ratings décernés par la FIAH.
| Rang | Cheval            | Nationalité | Père            | Rating | Distance | Surface | Performance de référence      |
| 1    | Cracksman         | Royaume-Uni | Frankel         | 130    | 2000     | Turf    | 1er Champion Stakes           |
| 1    | Winx              | Australie   | Street Cry      | 130    | 2050     | Turf    | 1er Cox Plate                 |
| 3    | Gun Runner        | États-Unis  | Candy Ride      | 128    | 1800     | Dirt    | 1er Pegasus World Cup         |
| 4    | Roaring Lion      | Royaume-Uni | Kitten's Joy    | 127    | 2000     | Dirt    | 1er International Stakes      |
| 4    | Poet's Word       | Royaume-Uni | Poet's Voice    | 127    | 2000     | Turf    | 1er King George               |
| 6    | Accelerate        | États-Unis  | Lookin At Lucky | 126    | 2000     | Dirt    | 1er Breeders' Cup Classic     |
| 6    | Beauty Generation | Australie   | Road To Rock    | 126    | 1600     | Turf    | 1er The Champions Mile        |
| 6    | Crystal Ocean     | Royaume-Uni | Sea The Stars   | 126    | 1200     | Turf    | 2e King George                |
| 9    | Enable            | Royaume-Uni | Singspiel       | 125    | 2400     | Turf    | 1er Prix de l'Arc de Triomphe |
| 10   | Justify           | États-Unis  | Scat Daddy      | 124    | 2000     | Turf    | 1er Kentucky Derby            |
| 10   | Alpha Centauri    | Irlande     | Mastercraftsman | 124    | 1600     | Turf    | 1er Prix Jacques Le Marois    |
| 10   | Battaash          | Royaume-Uni | Dark Angel      | 124    | 1000     | Turf    | 1er Temple Stakes             |

### Récompenses

#### Europe
La cérémonie des Cartier Racing Awards, récompensant les meilleurs chevaux européens, se tient le 14 novembre à l'hôtel Dorchester de Londres.
| Cheval de l'année          | Roaring Lion    | Royaume-Uni |
| Meilleur cheval d'âge      | Enable          | Royaume-Uni |
| Meilleur poulain de 3 ans  | Roaring Lion    | Royaume-Uni |
| Meilleur pouliche de 3 ans | Alpha Centauri  | Irlande     |
| Meilleur poulain de 2 ans  | Too Darn Hot    | Royaume-Uni |
| Meilleur pouliche de 2 ans | Skitter Scatter | Irlande     |
| Meilleur sprinter          | Stradivarius    | Royaume-Uni |
| Meilleur stayer            | Mabs Cross      | Royaume-Uni |

|                                               | France                              | Royaume-Uni               | Irlande                        |
| Cravache d'or (par victoires)                 | Christophe Soumillon (184)          | Silvestre de Sousa        | Donnacha O'Brien (111)         |
| Tête de liste des jockeys (par gains)         | Pierre-Charles Boudot (6 508 555 €) |                           | Donnacha O'Brien (3 401 815 €) |
| Tête de liste des entraîneurs (par victoires) | Jean-Claude Rouget (138)            |                           | Aidan O'Brien (152)            |
| Tête de liste des entraîneurs (par gains)     | André Fabre (6 538 510 €)           | John Gosden (£ 8 516 014) | Aidan O'Brien (6 842 113 €)    |
| Tête de liste des propriétaires (par gains)   | Godolphin (4 000 130 €)             | Godolphin                 | Coolmore                       |
| Tête de liste des étalons (par gains)         | Nathaniel (3 301 915 €)             | Galileo                   | Galileo                        |

#### États-Unis
La cérémonie des Eclipse Awards, récompensant les meilleurs chevaux américains, se tient le 24 janvier 2019 sur l'hippodrome de Gulfstream Park, en Floride, et récompense les meilleurs chevaux de 2018.
| Cheval de l'année                   | Justify        | États-Unis |
| Meilleur poulain de 3 ans           | Justify        | États-Unis |
| Meilleur pouliche de 3 ans          | Monomoy Girl   | États-Unis |
| Meilleur poulain de 2 ans           | Game Winner    | États-Unis |
| Meilleur pouliche de 2 ans          | Jaywalk        | États-Unis |
| Cheval de l'année sur le gazon      | Stormy Liberal | États-Unis |
| Jument de l'année sur le gazon      | Sistercharlie  | France     |
| Cheval d'âge de l'année sur le dirt | Accelerate     | États-Unis |
| Jument d'âge de l'année sur le dirt | Unique Bella   | États-Unis |
| Meilleur sprinter                   | Roy H          | États-Unis |
| Meilleur sprinteuse                 | Shamrock Rose  | États-Unis |

| Tête de liste des jockeys (par victoires) | Irad Ortiz, Jr. | 346          |
| Tête de liste des jockeys (par gains)     | Irad Ortiz, Jr. | $ 27 727 039 |
| Tête de liste des entraîneurs (par gains) | Chad Brown      | $ 27 546 057 |
| Tête de liste des étalons                 | Candy Ride      | $ 17 711 686 |

#### Autres pays
|                   | Japon      | Australie |
| Cheval de l'année | Almond Eye | Winx      |

### Résultats

#### Courses deGroupe 1en Europe
| Date         | Course                                    | Pays        | Hippodrome   | Vainqueur        | Pays        | Père               | Jockey                | Entraîneur           | Propriétaire                   |
| ------------ | ----------------------------------------- | ----------- | ------------ | ---------------- | ----------- | ------------------ | --------------------- | -------------------- | ------------------------------ |
| 29 avril     | Prix Ganay                                | France      | Longchamp    | Cracksman        | Royaume-Uni | Frankel            | Lanfranco Dettori     | John Gosden          | Anthony Oppenheimer            |
| 5 mai        | 2000 Guineas Stakes                       | Royaume-Uni | Newmarket    | Saxon Warrior    | Irlande     | Deep Impact        | Donnacha O'Brien      | Aidan O'Brien        | Coolmore                       |
| 6 mai        | 1000 Guineas Stakes                       | Royaume-Uni | Newmarket    | Billesdon Brook  | Royaume-Uni | Champs Élysées     | Sean Levey            | Richard Hannon       | Pall Mall Partners & Co        |
| 13 mai       | Poule d'Essai des Pouliches               | France      | Deauville    | Teppal           | Royaume-Uni | Camacho            | Olivier Peslier       | David Simcock        | Cheik M. Al Thani              |
| 13 mai       | Poule d'Essai des Poulains                | France      | Deauville    | Olmedo           | France      | Declaration of War | Cristian Demuro       | Jean-Claude Rouget   | A.Caro & G.Augustin-Normand    |
| 19 mai       | Lockinge Stakes                           | Royaume-Uni | Newbury      | Rhododendron     | Irlande     | Galileo            | Ryan Moore            | Aidan O'Brien        | Coolmore                       |
| 26 mai       | Prix Saint-Alary                          | France      | Longchamp    | Laurens          | Royaume-Uni | Siyouni            | P-J. McDonald         | Karl Burke           | John Dance                     |
| 26 Mai       | Irish 1000 Guineas Stakes                 | Irlande     | Curragh      | Alpha Centauri   | Irlande     | Mastercraftsman    | Colm O'Donoghue       | Jessica Harrington   | Famille Niárchos               |
| 26 Mai       | Irish 2000 Guineas Stakes                 | Irlande     | Curragh      | Romanised        | Irlande     | Holy Roman Emperor | Shane Foley           | Ken Gordon           | Robert Ng                      |
| 27 mai       | Prix d'Ispahan                            | France      | Longchamp    | Recoletos        | France      | Whipper            | Olivier Peslier       | Carlos Laffon-Parias | Darpat France                  |
| 27 mai       | Tattersalls Gold Cup                      | Irlande     | Curragh      | Lancaster Bomber | Irlande     | War Front          | J.-A. Heffernan       | Aidan O'Brien        | Coolmore                       |
| 1er juin     | Coronation Cup                            | Royaume-Uni | Epsom        | Cracksman        | Royaume-Uni | Frankel            | Lanfranco Dettori     | John Gosden          | Anthony Oppenheimer            |
| 1er juin     | Oaks d'Epsom                              | Royaume-Uni | Epsom        | Forever Together | Irlande     | Galileo            | Donnacha O'Brien      | Aidan O'Brien        | Coolmore                       |
| 2 juin       | Derby d'Epsom                             | Royaume-Uni | Epsom        | Masar            | Royaume-Uni | New Approach       | William Buick         | Charlie Appleby      | Godolphin                      |
| 3 juin       | Prix du Jockey Club                       | France      | Chantilly    | Study of Man     | France      | Deep Impact        | Stéphane Pasquier     | Pascal Bary          | Famille Niárchos               |
| 17 juin      | Prix de Diane                             | France      | Chantilly    | Laurens          | Royaume-Uni | Siyouni            | P-J. McDonald         | Karl Burke           | John Dance                     |
| 19 juin      | St. James's Palace Stakes                 | Royaume-Uni | Ascot        | Without Parole   | Royaume-Uni | Frankel            | Lanfranco Dettori     | John Gosden          | John & Tanya Gunther           |
| 19 juin      | Queen Anne Stakes                         | Royaume-Uni | Ascot        | Accidental Agent | Royaume-Uni | Delegator          | Charles Bishop        | Eve Johnson-Houghton | R.F. Johnson-Houghton          |
| 19 juin      | King's Stand Stakes                       | Royaume-Uni | Ascot        | Blue Point       | Royaume-Uni | Shamardal          | William Buick         | Charlie Appleby      | Godolphin                      |
| 20 juin      | Prince of Wales's Stakes                  | Royaume-Uni | Ascot        | Poet's Word      | Royaume-Uni | Poet's Voice       | James Doyle           | Michael Stoute       | Saeed Suhail                   |
| 21 juin      | Gold Cup                                  | Royaume-Uni | Ascot        | Stradivarius     | Royaume-Uni | Sea The Stars      | Lanfranco Dettori     | John Gosden          | Björn Nielsen                  |
| 22 juin      | Commonwealth Cup                          | Royaume-Uni | Ascot        | Eqtidaar         | Royaume-Uni | Invincible Spirit  | Jim Crowley           | Michael Stoute       | Hamdan Al Maktoum              |
| 22 juin      | Coronation Stakes                         | Royaume-Uni | Ascot        | Alpha Centauri   | Irlande     | Mastercraftsman    | Colm O'Donoghue       | Jessica Harrington   | Famille Niárchos               |
| 23 juin      | Diamond Jubilee Stakes                    | Royaume-Uni | Ascot        | Merchant Navy    | Australie   | Fastnet Rock       | Ryan Moore            | Aidan O'Brien        | Merchant Navy Synd & Coolmore  |
| 30 juin      | Irish Derby                               | Irlande     | Curragh      | Latrobe          | Irlande     | Camelot            | Donnacha O'Brien      | Joseph O'Brien       | Lloyd J. Williams              |
| 1er juillet  | Pretty Polly Stakes                       | Irlande     | Curragh      | Urban Fox        | Royaume-Uni | Foxwedge           | Daniel-A. Tudhope     | William Haggas       | Barnane Stud                   |
| 1er juillet  | Grand Prix de Saint-Cloud                 | France      | Saint-Cloud  | Waldgeist        | France      | Galileo            | Pierre-Charles Boudot | André Fabre          | Gestüt Ammerland               |
| 7 juillet    | Eclipse Stakes                            | Royaume-Uni | Epsom        | Roaring Lion     | Royaume-Uni | Kitten's Joy       | Oisin Murphy          | John Gosden          | Qatar Racing Ltd               |
| 8 juillet    | Prix Jean Prat                            | France      | Deauville    | Intellogent      | France      | Intello            | Pierre-Charles Boudot | Fabrice Chappet      | Fiona Jean Carmichael          |
| 8 juillet    | Deutsches Derby                           | Allemagne   | Hambourg     | Weltstar         | Allemagne   | Soldier Hollow     | Adrie de Vries        | Markus Klug          | Gestüt Rottgen                 |
| 13 juillet   | Falmouth Stakes                           | Royaume-Uni | Newmarket    | Alpha Centauri   | Irlande     | Mastercraftsman    | Colm O'Donoghue       | Jessica Harrington   | Famille Niárchos               |
| 14 juillet   | July Cup                                  | Royaume-Uni | Newmarket    | US Navy Flag     | Irlande     | War Front          | Ryan Moore            | Aidan O'Brien        | Coolmore                       |
| 14 juillet   | Grand Prix de Paris                       | France      | Longchamp    | Kew Gardens      | Irlande     | Galileo            | Ryan Moore            | Aidan O'Brien        | Coolmore                       |
| 21 juillet   | Irish Oaks                                | Irlande     | Curragh      | Sea of Class     | Royaume-Uni | Sea The Stars      | James Doyle           | William Haggas       | Sunderland Holding Inc.        |
| 28 juillet   | King George VI & Queen Elizabeth S.       | Royaume-Uni | Ascot        | Poet's Word      | Royaume-Uni | Poet's Voice       | James Doyle           | Michael Stoute       | Saeed Suhail                   |
| 29 juillet   | Prix Rothschild                           | France      | Deauville    | With You         | France      | Dansili            | Aurélien Lemaître     | Freddy Head          | George Strawbridge             |
| 29 juillet   | Bayerisches Zuchtrennen                   | Allemagne   | Munich       | Benbatl          | Royaume-Uni | Dubawi             | Oisin Murphy          | Saeed bin Suroor     | Godolphin                      |
| 31 juillet   | Goodwood Cup                              | Royaume-Uni | Goodwood     | Stradivarius     | Royaume-Uni | Sea The Stars      | Lanfranco Dettori     | John Gosden          | Björn Nielsen                  |
| 1er août     | Sussex Stakes                             | Royaume-Uni | Goodwood     | Lightning Spear  | Royaume-Uni | Pivotal            | Oisin Murphy          | David Simcock        | Qatar Racing Ltd               |
| 2 août       | Nassau Stakes                             | Royaume-Uni | Goodwood     | Wild Illusion    | Royaume-Uni | Dubawi             | William Buick         | Charlie Appleby      | Godolphin                      |
| 5 août       | Prix Maurice de Gheest                    | France      | Deauville    | Polydream        | France      | Oasis Dream        | Maxime Guyon          | Freddy Head          | Wertheimer et Frère            |
| 5 août       | Preis der Diana                           | Allemagne   | Düsseldorf   | Well Timed       | Allemagne   | Holy Roman Emperor | Filip Minarik         | Jean-Pierre Carvalho | Stall Ullman                   |
| 12 août      | Phoenix Stakes                            | Irlande     | Curragh      | Advertise        | Royaume-Uni | Showcasing         | Lanfranco Dettori     | Martyn Meade         | Phoenix Thoroughbred LLC       |
| 12 août      | Prix Jacques Le Marois                    | France      | Deauville    | Alpha Centauri   | Irlande     | Mastercraftsman    | Colm O'Donoghue       | Jessica Harrington   | Famille Niárchos               |
| 12 août      | Grosser Preis von Berlin                  | Allemagne   | Hoppegarten  | Best Solution    | Royaume-Uni | Kodiac             | Patrick Cosgrave      | Saeed bin Suroor     | Godolphin                      |
| 19 août      | Prix Morny                                | France      | Deauville    | Pretty Pollyanna | Royaume-Uni | Oasis Dream        | Silvestre de Sousa    | Michael Bell         | W.J. Gredley                   |
| 19 août      | Prix Jean Romanet                         | France      | Deauville    | Nonza            | France      | Zanzibari          | Alexis Badel          | Henri-François Devin | Antonia Devin                  |
| 22 août      | International Stakes                      | Royaume-Uni | York         | Roaring Lion     | Royaume-Uni | Kitten's Joy       | Oisin Murphy          | John Gosden          | Qatar Racing Ltd               |
| 23 août      | Yorkshire Oaks                            | Royaume-Uni | York         | Sea of Class     | Royaume-Uni | Sea The Stars      | James Doyle           | William Haggas       | Sunderland Holding Inc.        |
| 24 août      | Nunthorpe Stakes                          | Royaume-Uni | York         | Alpha Delphini   | Royaume-Uni | Captain Gerrard    | Graham Lee            | Bryan Smart          | The Alpha Delphini Partners    |
| 2 septembre  | Grosser Preis Von Baden                   | Allemagne   | Baden-Baden  | Best Solution    | Royaume-Uni | Kodiac             | Patrick Cosgrave      | Saeed bin Suroor     | Godolphin                      |
| 8 septembre  | Sprint Cup                                | Royaume-Uni | Haydock Park | The Tin Man      | Royaume-Uni | Equiano            | Oisin Murphy          | James R. Fanshawe    | Fred Archer Racing & Ormonde   |
| 9 septembre  | Prix du Moulin de Longchamp               | France      | Longchamp    | Recoletos        | France      | Whipper            | Olivier Peslier       | Carlos Laffon-Parias | Darpat France                  |
| 15 septembre | St. Leger Stakes                          | Royaume-Uni | Doncaster    | Kews Gardens     | Irlande     | Galileo            | Ryan Moore            | Aidan O'Brien        | Coolmore                       |
| 15 septembre | Matron Stakes                             | Irlande     | Leopardstown | Laurens          | Royaume-Uni | Siyouni            | Daniel Tudhope        | Karl Burke           | John Dance                     |
| 15 septembre | Irish Champion Stakes                     | Irlande     | Leopardstown | Roaring Lion     | Royaume-Uni | Kitten's Joy       | Oisin Murphy          | John Gosden          | Qatar Racing Ltd               |
| 16 septembre | Prix Vermeille                            | France      | Longchamp    | Kitesurf         | France      | Dubawi             | Mickaël Barzalona     | André Fabre          | Godolphin                      |
| 16 septembre | Moyglare Stud Stakes                      | Irlande     | Curragh      | Skitter Scatter  | Irlande     | Scat Daddy         | Ronan Whelan          | Patrick Prendergast  | Anthony Rogers                 |
| 16 septembre | Irish St Leger                            | Irlande     | Curragh      | Flag of Honour   | Irlande     | Galileo            | Ryan Moore            | Aidan O'Brien        | Coolmore                       |
| 16 septembre | Vincent O'Brien National Stakes           | Irlande     | Curragh      | Quorto           | Royaume-Uni | Dubawi             | William Buick         | Charlie Appleby      | Godolphin                      |
| 23 septembre | Preis von Europa                          | Allemagne   | Cologne      | Khan             | Allemagne   | Santiago           | Clément Lecœuvre      | Henk Grewe           | Darius Racing                  |
| 29 septembre | Cheveley Park Stakes                      | Royaume-Uni | Newmarket    | Fairyland        | Irlande     | Kodiac             | Donnacha O'Brien      | Aidan O'Brien        | E.M. Stockwell & Coolmore      |
| 29 septembre | Middle Park Stakes                        | Royaume-Uni | Newmarket    | Ten Sovereigns   | Irlande     | No Nay Never       | Donnacha O'Brien      | Aidan O'Brien        | Coolmore                       |
| 6 octobre    | Sun Chariot Stakes                        | Royaume-Uni | Newmarket    | Laurens          | Royaume-Uni | Siyouni            | P-J. McDonald         | Karl Burke           | John Dance                     |
| 6 octobre    | Prix du Cadran                            | France      | Longchamp    | Call The Wind    | France      | Frankel            | Aurélien Lemaître     | Freddy Head          | George Strawbridge             |
| 7 octobre    | Prix de la Forêt                          | France      | Longchamp    | One Master       | Royaume-Uni | Fastnet Rock       | Pierre-Charles Boudot | William Haggas       | Lael Stable                    |
| 7 octobre    | Prix de l'Abbaye de Longchamp             | France      | Longchamp    | Mabs Cross       | Royaume-Uni | Dutch Art          | Gérald Mossé          | Michael Dods         | David W. Armstrong             |
| 7 octobre    | Prix de l'Opéra                           | France      | Longchamp    | Wild Illusion    | Royaume-Uni | Dubawi             | William Buick         | Charlie Appleby      | Godolphin                      |
| 7 octobre    | Prix Marcel Boussac                       | France      | Longchamp    | Lily's Candle    | France      | Style Vendôme      | Pierre-Charles Boudot | Fabrice Vermeulen    | Martin Schwartz                |
| 7 octobre    | Prix Jean-Luc Lagardère                   | France      | Longchamp    | Royal Marine     | Royaume-Uni | Raven's Pass       | Oisin Murphy          | Saeed bin Suroor     | Godolphin                      |
| 7 octobre    | Prix de l'Arc de Triomphe                 | France      | Longchamp    | Enable           | Royaume-Uni | Nathaniel          | Lanfranco Dettori     | John Gosden          | Khalid Abdullah                |
| 12 octobre   | Fillies' Mile                             | Royaume-Uni | Ascot        | Iridessa         | Irlande     | Ruler of The World | Wayne Lordan          | Joseph O'Brien       | Chantal Regalado-Gonzalez      |
| 12 octobre   | Flying Five Stakes                        | Irlande     | Curragh      | Havana Grey      | Royaume-Uni | Havana Gold        | Richard Kingscote     | Karl Burke           | Global Racing Club & Mrs Burke |
| 13 octobre   | Dewhurst Stakes                           | Royaume-Uni | Newmarket    | Too Darn Hot     | Royaume-Uni | Dubawi             | Lanfranco Dettori     | John Gosden          | Andrew Lloyd Webber            |
| 20 octobre   | Queen Elizabeth II Stakes                 | Royaume-Uni | Ascot        | Roaring Lion     | Royaume-Uni | Kitten's Joy       | Oisin Murphy          | John Gosden          | Qatar Racing Ltd               |
| 20 octobre   | Champion Stakes                           | Royaume-Uni | Ascot        | Cracksman        | Royaume-Uni | Frankel            | Lanfranco Dettori     | John Gosden          | Anthony Oppenheimer            |
| 20 octobre   | British Champions Sprint Stakes           | Royaume-Uni | Ascot        | Sands of Mali    | Royaume-Uni | Panis              | Paul Hanagan          | Richard Fahey        | The Cool Silk Partnership      |
| 20 octobre   | British Champions Fillies' and Mares' St. | Royaume-Uni | Ascot        | Magical          | Irlande     | Galileo            | Ryan Moore            | Aidan O'Brien        | Coolmore                       |
| 27 octobre   | Critérium de Saint-Cloud                  | France      | Saint-Cloud  | Wonderment       | France      | Camelot            | Stéphane Pasquier     | Christophe Clément   | Mme S. Thayer                  |
| 27 octobre   | Racing Post Trophy                        | Royaume-Uni | Doncaster    | Magna Grecia     | Irlande     | Invincible Spirit  | Donnacha O'Brien      | Aidan O'Brien        | Coolmore & Flaxmann Stables    |
| 28 octobre   | Prix Royal-Oak                            | France      | Longchamp    | Holdthasigreen   | France      | Hold That Tiger    | Tony Piccone          | Bruno Audouin        | Jean Gilbert                   |
| 28 octobre   | Critérium International                   | France      | Longchamp    | Royal Meeting    | Royaume-Uni | Invincible Spirit  | Christophe Soumillon  | Saeed bin Suroor     | Godolphin                      |
| 1er novembre | Grosser Preis von Bayern                  | Allemagne   | Munich       | Iquitos          | Allemagne   | Adlerflug          | Eddy Hardouin         | Hans-Jurgen Gröschel | Stall Mulligan                 |

#### Principales courses deGroupe 1hors Europe
| Date          | Course                              | Pays           | Hippodrome       | Vainqueur          | Pays           | Père               | Jockey               | Entraîneur           | Propriétaire                                          |
| ------------- | ----------------------------------- | -------------- | ---------------- | ------------------ | -------------- | ------------------ | -------------------- | -------------------- | ----------------------------------------------------- |
| 27 janvier    | Pegasus World Cup                   | États-Unis     | Gulfstream Park  | Gun Runner         | États-Unis     | Candy Ride         | Florent Géroux       | Steve Asmussen       | Winchell T'Breds LLC & Co                             |
| 31 mars       | Dubaï Golden Shaheen                | Dubaï          | Meydan           | Mind Your Biscuits | États-Unis     | Posse              | Irad Ortiz, Jr.      | Chad Summers         | J Stables, Head Of Plains & Co                        |
| 31 mars       | Dubaï Sheema Classic                | Dubaï          | Meydan           | Hawkbill           | Royaume-Uni    | Kitten's Joy       | William Buick        | Charlie Appleby      | Godolphin                                             |
| 31 mars       | Dubaï Turf                          | Dubaï          | Meydan           | Benbatl            | Royaume-Uni    | Dubawi             | Oisin Murphy         | Saeed bin Suroor     | Godolphin                                             |
| 31 mars       | Dubaï World Cup                     | Dubaï          | Meydan           | Thunder Snow       | Royaume-Uni    | Helmet             | Christophe Soumillon | Saeed bin Suroor     | Godolphin                                             |
| 7 avril       | Santa Anita Derby                   | États-Unis     | Santa Anita Park | Justify            | États-Unis     | Scat Daddy         | Mike Smith           | Bob Baffert          | China Horse Club, WinStar Farm & Co                   |
| 8 avril       | Oka Shō                             | Japon          | Hanshin          | Almond Eye         | Japon          | Lord Kanaloa       | Christophe Lemaire   | Sakae Kunieda        | Silk Racing                                           |
| 15 avril      | Satsuki Shō                         | Japon          | Nakayama         | Epoca d'Oro        | Japon          | Orfevre            | Keita Tosaki         | Hideaki Fujiwara     | K Hidaka Breeders Union                               |
| 29 avril      | Queen Elizabeth II Cup              | Hong Kong      | Sha Tin          | Pakistan Star      | Hong Kong      | Shamardal          | William Buick        | Tony Cruz            | Kerm Din                                              |
| 29 avril      | Tennō Shō (printemps)               | Japon          | Kyoto            | Rainbow Line       | Japon          | Stay Gold          | Yasunari Iwata       | Hidekazu Asami       | Masahiro Mita                                         |
| 4 mai         | Kentucky Oaks                       | États-Unis     | Churchill Downs  | Monomoy Girl       | États-Unis     | Tapizar            | Florent Géroux       | Brad Cox             | Dubb, Monomoy, Elkstone & Co                          |
| 5 mai         | Kentucky Derby                      | États-Unis     | Churchill Downs  | Justify            | États-Unis     | Scat Daddy         | Mike Smith           | Bob Baffert          | China Horse Club, WinStar Farm & Co                   |
| 12 mai        | Man o'War Stakes                    | États-Unis     | Belmont Park     | Hi Happy           | Argentine      | Pure Prize         | Luis Sáez            | Todd A. Pletcher     | Haras La Providencia                                  |
| 19 mai        | Preakness Stakes                    | États-Unis     | Pimlico          | Justify            | États-Unis     | Scat Daddy         | Mike Smith           | Bob Baffert          | China Horse Club, WinStar Farm & Co                   |
| 20 mai        | Yūshun Himba                        | Japon          | Fuchū            | Almond Eye         | Japon          | Lord Kanaloa       | Christophe Lemaire   | Sakae Kunieda        | Silk Racing                                           |
| 27 mai        | Tokyo Yūshun (Derby Japonais)       | Japon          | Fuchū            | Wagnerian          | Japon          | Deep Impact        | Yuichi Fukunaga      | Yasuo Tomomichi      | Makoto Kaneko                                         |
| 9 juin        | Belmont Stakes                      | États-Unis     | Belmont Park     | Justify            | États-Unis     | Scat Daddy         | Mike Smith           | Bob Baffert          | China Horse Club, WinStar Farm & Co                   |
| 7 juillet     | Durban July                         | Afrique du Sud | Greyville        | Do It Again        | Afrique du Sud | Twice Over         | Richard Fourie       | Justin-S. Snaith     | N. Jonsson, B. Kantor & W.J.C. Mitchell               |
| 11 août       | Arlington Million                   | États-Unis     | Arlington Park   | Robert Bruce       | Chili          | Fast Company       | Irad Ortiz, Jr.      | Chad Brown           | Convento Viejo LLC                                    |
| 25 août       | Travers Stakes                      | États-Unis     | Saratoga         | Catholic Boy       | États-Unis     | More Than Ready    | Javier Castellano    | Jonathan Thomas      | Robert V. LaPenta, Madaket Stables & Co               |
| 1er septembre | Woodward Stakes                     | États-Unis     | Saratoga         | Yoshida            | États-Unis     | Heart's Cry        | Joel Rosario         | William I. Mott      | China Horse Club, WinStar Farm & Co                   |
| 25 septembre  | Sprinters Stakes                    | Japon          | Nakayama         | Fine Needle        | Japon          | Admire Moon        | Yuga Kawada          | Yoshitada Takahashi  | Godolphin                                             |
| 29 septembre  | Jockey Club Gold Cup                | États-Unis     | Belmont Park     | Discreet Lover     | États-Unis     | Repent             | Manuel Franco        | Uriah St. Lewis      | Uriah St. Lewis                                       |
| 29 septembre  | Joe Hirsch Turf Classic Stakes      | États-Unis     | Belmont Park     | Channel Maker      | États-Unis     | English Channel    | Jose L. Ortiz        | William I. Mott      | Gary Barber & Wachtel Stable                          |
| 13 octobre    | Canadian International Stakes       | Canada         | Woodbine         | Desert Encounter   | Royaume-Uni    | Halling            | Andrea Atzeni        | David Simcock        | Abdulla Al Mansoori                                   |
| 13 octobre    | E.P. Taylor Stakes                  | Canada         | Woodbine         | Sheikha Reika      | Royaume-Uni    | Shamardal          | Andrea Atzeni        | Roger Varian         | Cheikh M. Obaid Al Maktoum                            |
| 14 octobre    | Shūka Shō                           | Japon          | Kyoto            | Almond Eye         | Japon          | Lord Kanaloa       | Christophe Lemaire   | Sakae Kunieda        | Silk Racing                                           |
| 21 octobre    | Kikuka Shō                          | Japon          | Kyoto            | Fierement          | Japon          | Deep Impact        | Christophe Lemaire   | Takahisa Tezuka      | Sunday Racing                                         |
| 27 octobre    | Cox Plate                           | Australie      | Moonee Valley    | Winx               | Australie      | Street Cry         | Hugh Bowman          | Chris Waller         | Magic Bloodstock Racing, R.G. Treweeke & D.N. Kepitis |
| 28 octobre    | Tennō Shō (automne)                 | Japon          | Kyoto            | Rey de Oro         | Japon          | King Kamehameha    | Christophe Lemaire   | Kazuo Fujisawa       | U Carrot Farm                                         |
| 2 novembre    | Breeders' Cup Juvenile Turf         | États-Unis     | Churchill Downs  | Fire At Will       | États-Unis     | Declaration of War | Ricardo Santana      | Michael Maker        | Three Diamonds Farm                                   |
| 2 novembre    | Breeders' Cup Juvenile              | États-Unis     | Churchill Downs  | Game Winner        | États-Unis     | Candy Ride         | Joel Rosario         | Bob Baffert          | Gary & Mary West                                      |
| 2 novembre    | Breeders' Cup Juvenile Fillies Turf | États-Unis     | Churchill Downs  | Newspaperofrecord  | États-Unis     | Lope de Vega       | Irad Ortiz, Jr       | Chad Brown           | Klaravich Stables, Inc.                               |
| 2 novembre    | Breeders' Cup Juvenile Fillies      | États-Unis     | Churchill Downs  | Jaywalk            | États-Unis     | Cross Traffic      | Joel Rosario         | John Servis          | Cash is King LLC & Green, Leonard C.                  |
| 3 novembre    | Breeders' Cup Filly & Mare Sprint   | États-Unis     | Churchill Downs  | Shamrock Rose      | États-Unis     | First Dude         | Irad Ortiz, Jr       | Mark E. Casse        | Conrad Farms                                          |
| 3 novembre    | Breeders' Cup Filly & Mare Turf     | États-Unis     | Churchill Downs  | Sistercharlie      | France         | Myboycharlie       | John Velazquez       | Chad Brown           | Peter-M. Brant                                        |
| 3 novembre    | Breeders' Cup Sprint                | États-Unis     | Churchill Downs  | Roy H              | États-Unis     | More Than Ready    | Paco Lopez           | Peter Miller         | Rockingham Ranch & Bernsen                            |
| 3 novembre    | Breeders' Cup Turf Sprint           | États-Unis     | Churchill Downs  | Stormy Liberal     | États-Unis     | Stormy Atlantic    | Drayden Van Dyke     | Peter Miller         | Rockingham Ranch                                      |
| 3 novembre    | Breeders' Cup Dirt Mile             | États-Unis     | Churchill Downs  | City of Light      | États-Unis     | Quality Road       | Javier Castellano    | Mike McCarthy        | William K. Warren                                     |
| 3 novembre    | Breeders' Cup Mile                  | États-Unis     | Churchill Downs  | Expert Eye         | Royaume-Uni    | Acclamation        | Lanfranco Dettori    | Michael Stoute       | Khalid Abdullah                                       |
| 3 novembre    | Breeders' Cup Distaff               | États-Unis     | Churchill Downs  | Monomoy Girl       | États-Unis     | Tapizar            | Florent Géroux       | Brad Cox             | Dubb, Monomoy, Elkstone & Co                          |
| 3 novembre    | Breeders' Cup Turf                  | États-Unis     | Churchill Downs  | Enable             | Royaume-Uni    | Nathaniel          | Lanfranco Dettori    | John Gosden          | Khalid Abdullah                                       |
| 3 novembre    | Breeders' Cup Classic               | États-Unis     | Churchill Downs  | Accelerate         | États-Unis     | Lookin At Lucky    | Joel Rosario         | John W. Sadler       | Hronis Racing Llc                                     |
| 6 novembre    | Melbourne Cup                       | Australie      | Flemington       | Cross Counter      | Royaume-Uni    | Teofilo            | Kerrin McEvoy        | Charlie Appleby      | Godolphin                                             |
| 11 novembre   | Queen Elizabeth II Cup              | Japon          | Kyoto            | Lys Gracieux       | Japon          | Heart's Cry        | João Moreira         | Yoshito Yahagi       | U Carrot Farm                                         |
| 25 novembre   | Japan Cup                           | Japon          | Fuchū            | Almond Eye         | Japon          | Lord Kanaloa       | Christophe Lemaire   | Sakae Kunieda        | Silk Racing Co. Ltd                                   |
| 9 décembre    | Hong Kong Sprint                    | Hong Kong      | Sha Tin          | Mr Stunning        | Australie      | Exceed And Excel   | Karis Teetan         | Fu-chuen Frankie Lor | Maurice Koo Win Chong                                 |
| 9 décembre    | Hong Kong Mile                      | Hong Kong      | Sha Tin          | Beauty Generation  | Australie      | Road To Rock       | Zac Purton           | John Moore           | P. Kwok Ho Chuen                                      |
| 9 décembre    | Hong Kong Vase                      | Hong Kong      | Sha Tin          | Exultant           | Irlande        | Teofilo            | Zac Purton           | Anthony S. Cruz      | Eddie Wong Ming Chak                                  |
| 9 décembre    | Hong Kong Cup                       | Hong Kong      | Sha Tin          | Glorious Forever   | Royaume-Uni    | Archipenko         | Silvestre de Sousa   | Fu-chuen Frankie Lor | Michael Kwan Wing Lok                                 |
| 23 décembre   | Arima Kinen                         | Japon          | Nakayama         | Blast Onepiece     | Japon          | Harbinger          | Kenichi Ikezoe       | Masahiro Otake       | Silk Racing Co Ltd                                    |

## Obstacle
| Date     | Course                           | Discipline    | Hippodrome | Vainqueur | Jockey | Entraîneur | Propriétaire |
| -------- | -------------------------------- | ------------- | ---------- | --------- | ------ | ---------- | ------------ |
| Mai      | Grand Steeple-Chase de Paris     | Steeple-Chase | Auteuil    |           |        |            |              |
| Mai      | Prix Ferdinand Dufaure           | Steeple-Chase | Auteuil    |           |        |            |              |
| Juin     | Prix Alain du Breil              | Haies         | Auteuil    |           |        |            |              |
| Juin     | Grande Course de Haies d'Auteuil | Haies         | Auteuil    |           |        |            |              |
| Novembre | Grand Prix d'Automne             | Haies         | Auteuil    |           |        |            |              |
| Novembre | Prix Maurice Gillois             | Steeple-Chase | Auteuil    |           |        |            |              |
| Novembre | Prix Cambacérès                  | Haies         | Auteuil    |           |        |            |              |
| Novembre | Prix La Haye Jousselin           | Steeple-Chase | Auteuil    |           |        |            |              |
| Novembre | Prix Renaud du Vivier            | Haies         | Auteuil    |           |        |            |              |

## Trot
Résultats des courses de Groupe 1 en France et des principales courses étrangères
| Date          | Course                                       | Pays             | Hippodrome         | Vainqueur          | Pays       | Père                       | Jockey/Driver                    | Entraîneur                  |
| ------------- | -------------------------------------------- | ---------------- | ------------------ | ------------------ | ---------- | -------------------------- | -------------------------------- | --------------------------- |
| 21 janvier    | Prix de Cornulier                            | France           | Vincennes          | Traders            | France     | Ready Cash                 | Yoann Lebourgeois                | Philippe Allaire            |
| 28 janvier    | Prix d'Amérique                              | France           | Vincennes          | Readly Express     | Suède      | Ready Cash                 | Björn Goop                       | Timo Nurmos                 |
| 4 février     | Prix de l'Île-de-France                      | France           | Vincennes          | Traders            | France     | Ready Cash                 | Yoann Lebourgeois                | Philippe Allaire            |
| 11 février    | Prix des Centaures                           | France           | Vincennes          | Draft Life         | France     | Ubriaco                    | Éric Raffin                      | Louis Baudron               |
| 11 février    | Prix de France                               | France           | Vincennes          | Bélina Josselyn    | France     | Love You                   | Jean-Michel Bazire               | Jean-Michel Bazire          |
| 25 février    | Prix de Paris                                | France           | Vincennes          | Bird Parker        | France     | Ready Cash                 | Jean-Philippe Monclin            | Philippe Allaire            |
| 18 février    | Critérium des Jeunes                         | France           | Vincennes          | Folelli            | France     | Timoko                     | Alexandre Abrivard               | Frédéric Prat               |
| 11 mars       | Grand Critérium de vitesse de la Côte d'Azur | France           | Cagnes-sur-Mer     | Bold Eagle         | France     | Ready Cash                 | Franck Nivard                    | Sébastien Guarato           |
| 3 mars        | Prix de Sélection                            | France           | Vincennes          | Davidson du Pont   | France     | Pacha du Pont              | Jean-Michel Bazire               | Jean-Michel Bazire          |
| 15 avril      | Gran Premio Costa Azzurra                    | Italie           | Turin              | Tamure Roc         | Italie     | Exploit Caf                | Santo Mollo                      | Fausto Barelli              |
| 21 avril      | Prix Étain Royal                             | Finlande         | Seinäjoki          | Call Me Keeper     | Suède      | Pine Chip                  | Örjan Kihlström                  | Daniel Redén                |
| 21 avril      | Finlandia Ajo                                | Finlande         | Vermo              | Pastore Bob        | Suède      | From Above                 | Johann Untersteiner              | Johann Untersteiner         |
| 21 avril      | Prix de l'Atlantique                         | France           | Enghien            | Bold Eagle         | France     | Ready Cash                 | Franck Nivard                    | Sébastien Guarato           |
| 25 avril      | Gran Premio Nazionale                        | Italie           | La Maura           | Zaccaria Bar       | Italie     | Ready Cash                 | Federico Esposito                | Erik Bondo                  |
| 28 avril      | Paralympiatravet                             | Suède            | Åby                | Ringostarr Treb    | Italie     | Classic Photo              | Wim Paal                         | Jerry Riordan               |
| 1er Mai       | Gran Premio Lotteria                         | Italie           | Agnano             | Urlo dei Venti     | Italie     | Mago d'Amore               | Enrico Bellei                    | Gennaro Casillo             |
| 5 mai         | Critérium des 4 ans                          | France           | Vincennes          | Enino du Pommereux | France     | Coktail Jet                | Jean-Michel Bazire               | Sylvain Roger               |
| 12 mai        | Konung Gustaf V:s Pokal                      | Suède            | Åby                | Perfect Spirit     | États-Unis | Andover Hall               | Örjan Kihlström                  | Daniel Redén                |
| 12 mai        | Drottning Silvias Pokal                      | Suède            | Åby                | Dibaba             | Suède      | Ready Cash                 | Örjan Kihlström                  | Roger Walmann               |
| 13 mai        | Copenhagen Cup                               | Danemark         | Charlottenlund     | Cyber Lane         | Suède      | Raja Mirchi                | Johan Untersteiner               | Johan Untersteiner          |
| 13 mai        | Gran Premio Tito Giovanardi                  | Italie           | Modena             | Zabul Fi           | Italie     | Ganymède                   | Andrea Farolfi                   | Mauro Baroncini             |
| 16 mai        | Saint-Léger des Trotteurs                    | France           | Caen               | Fado du Chêne      | France     | Singalo                    | Paul-Philippe Ploquin            | Julien Le Mer               |
| 27 mai        | Elitloppet                                   | Suède            | Solvalla           | Ringostarr Treb    | Italie     | Classic Photo              | Wilhelm Paal                     | Jerry Riordan               |
| 10 juin       | Grand Prix d'Oslo                            | Norvège          | Bjerke             | Evil Enok M.E.     | Norvège    | Magnetic Power             | Noralf P. Brækken                | Noralf P. Brækken           |
| 10 juin       | Gran Premio d'Europa                         | Italie           | Agnano             | Vitruvio           | Italie     | Adrian Chip                | Alessandro Gocciadoro            | Alessandro Gocciadoro       |
| 16 juin       | Kymi Grand Prix                              | Finlande         | Kouvola            | Aubrion du Gers    | France     | Memphis du Rib             | Jean-Michel Bazire               | Jean-Michel Bazire          |
| 16 juin       | Norrbottens Stora Pris                       | Suède            | Boden              | Propulsion         | États-Unis | Muscle Hill                | Örjan Kihlström                  | Daniel Réden                |
| 24 juin       | Prix René Ballière                           | France           | Vincennes          | Bold Eagle         | France     | Ready Cash                 | Franck Nivard                    | Sébastien Guarato           |
| 24 juin       | Prix Albert Viel                             | France           | Vincennes          | Fighter Smart      | France     | Uniclove                   | Mathieu Mottier                  | Cyrille Buhigné             |
| 24 juin       | Prix du Président de la République           | France           | Vincennes          | Elladora de Forgan | France     | Gazouillis                 | Franck Nivard                    | Franck Leblanc              |
| 24 juin       | Prix d'Essai                                 | France           | Vincennes          | Fado du Chêne      | France     | Singalo                    | Paul-Philippe Ploquin            | Julien Le Mer               |
| 29 juin       | Gran Premio Tino Triossi                     | Italie           | Capannelle         | Vitruvio           | Italie     | Adrian Chip                | Alessandro Gocciadoro            | Alessandro Gocciadoro       |
| 30 juin       | Gran Premio Citta' di Napoli                 | Italie           | Agnano             | Zefir Gar          | Italie     | Varenne                    | Mario Minopoli Jr                | Team Minopoli               |
| 1er juillet   | E3 Långa                                     | Suède            | Färjestad          | Attraversiamo      | Suède      | Kiss Français              | Erik Adielsson                   | Svante Båth                 |
| 1er juillet   | Suur-Hollola-Ajo                             | Finlande         | Lahti              | Ranch Kelly        | Finlande   | Tsar d'Inverne             | Hannu Torvinen                   | Anne Luttinen               |
| 5 juillet     | Sprintermästaren                             | Suède            | Halmstad           | Perfect Spirit     | États-Unis | Andover Hall               | Örjan Kihlström                  | Daniel Redén                |
| 8 juillet     | Mémorial Ulf Thoresen                        | Norvège          | Jarlsberg          | Diamanten          | Suède      | Adrian Chip                | Erik Adielsson                   | Stig H. Johansson           |
| 15 juillet    | St. Michel Ajo                               | Finlande         | Mikkeli            | Heavy Sound        | Suède      | Ken Warkentin              | Kenneth Haugstad                 | Daniel Réden                |
| 22 juillet    | Stochampionatet                              | Suède            | Axevalla           | Mellby Free        | Suède      | Muscle Hill                | Björn Goop                       | Björn Goop                  |
| 31 juillet    | Hugo Åbergs Memorial                         | Suède            | Jägersro           | Propulsion         | États-Unis | Muscle Hill                | Örjan Kihlström                  | Daniel Réden                |
| 4 août        | Grand Prix de Wallonie                       | Belgique         | Mons               | Aubrion du Gers    | France     | Memphis du Rib             | Jos Verbeeck                     | Jean-Michel Bazire          |
| 4 août        | Hambletonian                                 | États-Unis       | Meadowlands        | Atlanta            | États-Unis | Chapter Seven              | Scott Zeron                      | Rick Zeron                  |
| 4 août        | John Cashman, Jr. Memorial                   | États-Unis       | Meadowlands        | Marion Marauder    | États-Unis | Muscle Hill                | Scott Zeron                      | Paula Wellwood              |
| 5 août        | Traber Derby                                 | Allemagne        | Mariendorf         | Mister F Daag      | Allemagne  | Conway Hall                | Robin Bakker                     | Paul Hagoort                |
| 11 août       | Åby Stora Pris                               | Suède            | Åby                | Propulsion         | États-Unis | Muscle Hill                | Örjan Kihlström                  | Daniel Réden                |
| 14 août       | Jubileumspokalen                             | Suède            | Solvalla           | Makethemark        | Suède      | Maharajah                  | Ulf Ohlsson                      | Petri Salmela               |
| 14 août       | Championnat européen des juments             | Suède            | Solvalla           | Darling Mearas     | Suède      | Yankee Glide               | Stefan Persson                   | Stefan Persson              |
| 15 août       | Gran Premio Citta' di Montecatini            | Italie           | Montecatini        | Uragano Trebi'     | Italie     | SJ's Photo                 | Roberto Vecchione                | Holger Ehlert               |
| 25 août       | Sundsvall Open Trot                          | Suède            | Bergsåker          | Milligan's School  | États-Unis | Yankee Glide               | Ulf Eriksson                     | Stefan Melander             |
| 25 août       | Dansk Hoppe Derby                            | Danemark         | Charlottenlund     | Commit Boom Bay    | Danemark   | Ens Snapshot               | Nicolaj Andersen                 | Nicolaj Andersen            |
| 26 août       | Danskt Trav-Derby                            | Danemark         | Charlottenlund     | Chock Nock         | Danemark   | SJ's Photo                 | Björn Goop                       | Steen Juul                  |
| 1er septembre | Critérium des 5 ans                          | France           | Vincennes          | Davidson du Pont   | France     | Pacha du Pont              | Jean-Michel Bazire               | Jean-Michel Bazire          |
| 1er septembre | Campionato Europeo                           | Italie           | Cesena             | Arazi Boko         | Italie     | Varenne                    | Alessandro Gocciadoro            | Alessandro Gocciadoro       |
| 1er septembre | Grand Derby finlandais                       | Finlande         | Vermo              | Hachiko de Veluwe  | Finlande   | Timoko                     | Jorma Kontio                     | Timo Nurmos                 |
| 2 septembre   | Svenskt Travderby                            | Suède            | Malmö              | Who's Who          | Suède      | Maharajah                  | Örjan Kihlström                  | Pasi Aikio                  |
| 9 septembre   | Norsk Travkriterium                          | Norvège          | Bjerke             | Stoletheshow       | Norvège    | Dream Vacation             | Erlend Rennesvik                 | Marcus Lindgren             |
| 9 septembre   | Norsk Travderby                              | Norvège          | Bjerke             | Gretzky B.R.       | Norvège    | Quite Easy                 | Magnus Teien Gundersen           | Geir Vegard Gundersen       |
| 15 septembre  | Prix de l'Étoile                             | France           | Vincennes          | Davidson du Pont   | France     | Pacha du Pont              | Jean-Michel Bazire               | Jean-Michel Bazire          |
| 15 septembre  | Prix de Normandie                            | France           | Vincennes          | Durzie             | France     | Jag de Bellouet            | Alexandre Abrivard               | Laurent-Claude Abrivard     |
| 16 septembre  | UET Trotting Masters                         | Union européenne | Ostersund          | Propulsion         | États-Unis | Muscle Hill                | Örjan Kihlström                  | Daniel Réden                |
| 23 septembre  | Derby Italien                                | Italie           | Agnano             | Zlatan             | Italie     | Napoleon Bar               | Giampaolo Minnucci               | Alessandro Gocciadoro       |
| 23 septembre  | Oaks del Trotto                              | Italie           | Agnano             | Zabriskie Ok       | Italie     | Conway Hall                | Alessandro Gocciadoro            | Alessandro Gocciadoro       |
| 23 septembre  | Gran Premio Freccia d'Europa                 | Italie           | Napoli             | Super Star Reaf    | Italie     | Varenne                    | Davide di Stefano                | Alessandro Gocciadoro       |
| 30 septembre  | Prix des Élites                              | France           | Vincennes          | Elladora de Forgan | France     | Gazouillis                 | Franck Nivard                    | Franck Leblanc              |
| 30 septembre  | Gran Premio Continentale                     | Italie           | Bologna            | Vitruvio           | Italie     | Adrian Chip                | Alessandro Gocciadoro            | Alessandro Gocciadoro       |
| 30 septembre  | Svenskt Travkriterium                        | Suède            | Solvalla           | Inti Boko          | Suède      | Chocolatier                | Johnny Takter                    | Timo Nurmos                 |
| 30 septembre  | Svenskt Trav-Oaks                            | Suède            | Solvalla           | Conrads Rödluva    | Suède      | SJ's Caviar                | Örjan Kihlström                  | Daniel Redén                |
| 6 octobre     | Critérium de trot finlandais                 | Finlande         | Tampere            | Lewis Ale          | Finlande   | Andover Hall               | Tuomas Korvenoja                 | Tuomas Korvenoja            |
| 10 octobre    | Gran Premio Gaetano Turilli                  | Italie           | Capanelle          | Sonia              | Italie     | Donato Hanover             | René Legati                      | Alessandro Gocciadoro       |
| 12 octobre    | Championnat européen des 3 ans               | Union européenne | Vincennes          | Face Time Bourbon  | France     | Ready Cash                 | Björn Goop                       | Sébastien Guarato           |
| 12 octobre    | Grand Prix de l'UET                          | Union européenne | Vincennes          | Villiam            | Suède      | Muscle Hill                | Jorma Kontio                     | Timo Nurmos                 |
| 12 octobre    | Championnat européen des 5 ans               | Union européenne | Vincennes          | Dijon              | France     | Ganymède                   | Romain Derieux                   | Romain Derieux              |
| 13 octobre    | International Trot                           | États-Unis       | Yonkers            | Cruzado Dela Noche | États-Unis | Muscle Massive             | Brian Sears                      | Marcus Melander             |
| 14 octobre    | Großer Preis von Deutschland                 | Allemagne        | Hambourg           | Hesiode            | Suède      | Explosive Matter           | Ulf Ohlsson                      | Petri Salmela               |
| 28 octobre    | Breeders' Crown Open                         | États-Unis       | Mohegan Sun Pocono | Homicide Hunter    | États-Unis | Mr Cantab                  | George Napolitano, Jr.           | Chris Oakes                 |
| 1er novembre  | Gran Premio Orsi Mangelli                    | Italie           | La Maura           | Zarenne Fas        | Italie     | Varenne                    | Antonino di Nardo                | Michele di Maro             |
| 1er novembre  | Gran Premio Delle Nazioni                    | Italie           | Turin              | Uragano Trebi'     | Italie     | SJ's Photo                 | Roberto Vecchione                | Holger Ehlert               |
| 18 novembre   | Palio Dei Comuni                             | Italie           | Montegiorgio       | Peace of Mind      | Italie     | Uronometro                 | Alessandro Gocciadoro            | Alessandro Gocciadoro       |
| 1er décembre  | Svensk Uppfödningslöpning                    | Suède            | Jägersro           | Bythebook Belker   | Suède      | Gogoo Gagaa Scarlet Knight | Örjan Kihlström Torbjörn Jansson | Svante Båth Sten O. Jansson |
| 9 décembre    | Grand Prix Mipaaft Allevamento               | Italie           | Agnano             | Axl Rose           | Italie     | Love You                   | Vincenzo P Dell'Annunziata       | Umberto Todisco             |
| 16 décembre   | Critérium des 3 ans                          | France           | Vincennes          | Face Time Bourbon  | France     | Ready Cash                 | Björn Goop                       | Sébastien Guarato           |
| 23 décembre   | Prix de Vincennes                            | France           | Vincennes          | Fado du Chêne      | France     | Singalo                    | Paul-Philippe Ploquin            | Julien Le Mer               |
| 23 décembre   | Critérium Continental                        | France           | Vincennes          | Eridan             | France     | Ready Cash                 | David Thomain                    | Sébastien Guarato           |

## Faits marquants

### Janvier
- 21 janvier : Traders remporte le Prix de Cornulier, l'épreuve reine du trot monté. Le champion Bilibili termine troisième pour la seconde année consécutive.
- 27 janvier : Deuxième édition de la Pegasus World Cup, qui voit le champion Gun Runner empocher la plus grosse allocation au monde.
- 28 janvier : Affrontement au sommet dans le Prix d'Amérique, les meilleurs trotteurs du moment sont au départ. Et à l'arrivée : Readly Express devient le septième Suédois à remporter le Prix d'Amérique, il devance alors le double tenant du titre Bold Eagle, Propulsion et Bélina Josselyn.

### Février
- 4 février : Traders réalise le doublé Prix de Cornulier / Prix de l'Île-de-France, devançant à nouveau Bilibili.
- 11 février : Tandis que Readly Express a déjà regagné la Suède. Bélina Josselyn enlève le Prix de France et prend sa revanche sur, dans cet ordre, Bold Eagle et Propulsion.
- 25 février : Dernier volet de la triple couronne de Vincennes, le Prix de Paris revient à Bird Parker devant Bélina Josselyn, en l'absence des autres chevaux ayant fait l'arrivée des Prix d'Amérique et de France.

### Mars
- 11 mars : Bold Eagle s'adjuge le Grand Critérium de vitesse de la Côte d'Azur, égalant le record de France de Commander Crowe en 1'08"9.
- 31 mars : Thunder Snow remporte la Dubaï World Cup sous la selle de Christophe Soumillon.

### Avril
- 21 avril : Bold Eagle réussit un doublé dans le Prix de l'Atlantique, en dominant Bélina Josselyn et Bird Parker.
- 29 avril : Démonstration de Cracksman dans le Prix Ganay.

### Mai
- 5 mai : Justify, le vainqueur du Santa Anita Derby, remporte la première manche de la Triple couronne américaine, le Kentucky Derby.
- 5-6 mai : Saxon Warrior et Billesdon Brook s'adjugent les 2000 et les 1000 Guinées de Newmarket.
- 13 mai : Olmedo et Teppal s'imposent dans les équivalents français des Guinées.
- 19 : Justify poursuit sa quête de la Triple couronne avec une victoire dans les Preakness Stakes.
- 20 mai : On The Go offre au duo Guillaume Macaire-James Reveley une troisième victoire consécutive dans le Grand Steeple-Chase de Paris.
- 27 mai : L'Elitloppet, la plus grande course suédoise, revient à l'Italien Ringostarr Treb devant Propulsion. Vainqueur en 1'09", Ringostarr Treb égale le record de la finale (détenu par Timoko),

### Juin
- 1er-2 juin : Masar apporte une première victoire dans le Derby d'Epsom à l'écurie Godolphin. Forever Together s'impose chez les pouliches dans les Oaks.
- 3 juin : Dans le Derby français, la Study of Man offre un sixième succès à Pascal Bary, un record à l'ère moderne.
- 9 juin : Justify s'impose dans les Belmont Stakes et devient le 13ème lauréat de la Triple couronne, trois ans après American Pharoah. Il est le deuxième à réaliser cette passe de trois en étant invaincu après Seattle Slew en 1977.
- 10 juin : L'Italien Urlo dei Venti remporte le Grand Prix d'Oslo avant d'être disqualifié pour contrôle positif. C'est le régional de l'étape, Evil Enok M.E., qui hérite de la victoire[1].
- 16 juin : Aubrion du Gers remporte son premier groupe 1 à l'étranger dans le Kymi Grand Prix, en Finlande.
- 17 juin : la Britannique Laurens remporte le Prix de Diane.
- 19 juin : Vedette des stayers, Stradivarius gagne sa première Gold Cup durant le meeting royal d'Ascot, face au champion Vazirabad.
- 20 juin : Cracksman sombre dans les Prince of Wales's Stakes, sur un terrain par trop léger pour lui. Il est envoyé au repos.
- 24 juin : Triplé pour Bold Eagle dans le Prix René Ballière, le premier dans cette épreuve depuis Bellino II en 1976.
- 30 juin : Latrobe offre avec son Irish Derby un premier classique à son jeune entraîneur Joseph O'Brien.

### Juillet
- 7 juillet : Roaring Lion remporte son premier groupe 1 dans les Eclipse Stakes.
- 21 juillet : Sea of Class s'adjuge les Irish Oaks.
- 26 juillet : L'entourage de Justify annonce la fin de sa carrière. Il devient le premier vainqueur de Triple Couronne à se retirer invaincu depuis Count Fleet en 1943[2].
- 28 juillet : Grâce à Poet's Word, Sir Michael Stoute devient l'entraîneur le plus titré des King George VI & Queen Elizabeth Stakes, avec six victoires.
- 31 juillet : Doublé de Stradivarius dans la Goodwood Cup.
- 31 juillet : Troisième victoire consécutive de Propulsion dans le Hugo Åbergs Memorial.

### Août
- 4 août : La pouliche Atlanta défait les mâles dans la finale de l'Hambletonian, une première depuis Continentalvictory en 1996.
- 12 août : La pouliche irlandaise Alpha Centauri défait les mâles et ses aînés dans le Prix Jacques Le Marois, enlevant ainsi son quatrième groupe 1 de l'année.

### Septembre
- 16 septembre : À Ostersund, en Suède, Propulsion défait Readly Express, troisième, dans la finale de l'UET Trotting Masters.

### Octobre
- 4 octobre : Winx est nommée pour la troisième fois consécutive Cheval de l'année en Australie pour la saison 2017/2018[3].
- 6 octobre : La Britannique Laurens remporte son quatrième groupe 1 de l'année dans les Sun Chariot Stakes.
- 7 octobre : Enable, qui n'avait pourtant couru qu'une seule fois au cours de l'année en raison d'une blessure, devient le huitième cheval à réaliser un doublé dans le prix de l'Arc de Triomphe. Elle devance l'Anglaise Sea of Class et le Français Cloth of Stars.
- 12 octobre : Tandis que Villiam ramène le Grand Prix de l'UET en Suède, le phénomène Face Time Bourbon triomphe dans le Championnat Européen des 3 ans, son premier groupe 1 et sa septième victoires en huit courses.
- 13 octobre : Vainqueur du Prix d'Amérique en 2015, le Français Up and Quick termine à 10 ans troisième de l'International Trot aux États-Unis, derrière l'Américain Cruzado Dela Noche et le Norvégien Lionel.
- 14 octobre : Almond Eye remporte le Shūka Sho et achève ainsi sa quête de la Triple Tiare, la Triple Couronne des pouliches japonaises, quatre ans après Gentildonna.
- 20 octobre : Lors des British Champions Day, Tandis que Roaring Lion remporte son quatrième groupe 1 dans les Queen Elizabeth II Stakes, Cracksman, qui a fait l'impasse sur l'Arc pour cause de terrain trop léger, termine en beauté sa carrière par un doublé dans les Champion Stakes, qu'il survole de 6 longueurs devant Crystal Ocean. Une performance qui lui vaudra le meilleur rating mondial de l'année, à égalité avec celui obtenu par Winx une semaine plus tard dans le Cox Plate.
- 27 octobre : Winx réalise un quadruplé inédit dans le Cox Plate.

### Novembre
- 3 novembre : La Breeder's Cup se déroule cette année à Churchill Downs. L'Anglais Expert Eye s'adjuge le Mile ; Enable, pour sa première et unique sortie hors d'Europe, rafle le Turf ; Accelerate s'impose dans le Classic, Thunder Snow terminant troisième.
- 14 novembre : Enable reçoit un troisième Cartier Racing Award, mais le titre de cheval de l'année lui échappe au profit de Roaring Lion, lauréat de quatre groupe 1 (Eclipse Stakes, International Stakes, Irish Champion Stakes, Queen Elizabeth II Stakes), également élu meilleur 3 ans de l'année. L'invaincu Too Darn Hot remporte le titre de meilleur 2 ans du continent.
- 19 novembre : Juddmonte Farms, l'écurie de Khalid Abdullah, annonce qu'Enable va tenter un inédit triplé dans l'Arc de Triomphe[4].
- 25 novembre : Almond Eye triomphe dans la Japan Cup.

### Décembre
- 9 décembre : Beauty Generation, l'un des plus grands champions de l'histoire des courses hongkongaises, réussit le doublé dans le Hong Kong Mile.
- 16 décembre : Face Time Bourbon confirme sa suprématie parmi les jeunes chevaux en remportant le Critérium des 3 ans.
- La FIAH livre son verdict : l'Anglais Cracksman et l'Australienne Winx obtiennent le meilleur rating mondial, 130, respectivement dans les Champion Stakes et le Cox Plate. Gun Runner est troisième avec 128 obtenu dans la Pegasus World Cup. Enable est crédité d'un 125 pour sa victoire dans l'Arc de Triomphe.

### Janvier 2019
- 9 janvier 2019 : Almond Eye est élue cheval de l'année 2018 au Japon[5].
- 24 janvier 2019 : Aux Eclipse Awards, Justify est naturellement élu cheval de l'année 2018, et meilleur 3 ans. La Française Sistercharlie, partie chercher fortune outre-Atlantique, reçoit le titre de jument d'âge de l'année sur le gazon, forte de quatre victoires de groupe 1, dont le Breeders' Cup Filly & Mare Turf.

## Disparitions
- 23 mars : Hasili, pur-sang, l'une des poulinières les plus influentes de l'ère moderne[6].
- 2 avril : One du Rib, trotteur, double vainqueur du Prix de Cornulier.
- 16 avril : Giant's Causeway, pur-sang, cheval de l'année en Europe (2000), trois fois tête de liste des étalons américains[7].
- 22 juillet : Ultra Ducal, trotteur, vainqueur du Prix de France.
- 25 novembre : Sinndar, pur-sang, vainqueur du Prix de l'Arc de Triomphe en 2000.
- Coktail Jet, lauréat du Prix d'Amérique et de l'Elitloppet, l'un des plus grands étalons trotteurs au monde.
- Mid Dancer, triple vainqueur du Grand Steeple-Chase de Paris.